# Ujung (Kluet Selatan)
Ujung is een bestuurslaag in het regentschap Aceh Selatan van de provincie Atjeh, Indonesië. Ujung telt 168 inwoners (volkstelling 2010).